# ベルナデッタ・スビルー
マリー＝ベルナデット・スビルー（仏：Marie-Bernadette Soubirous, 1844年1月7日 - 1879年4月16日）は、フランスの聖女（羅：Sancta Bernadetta Lapurdensis）。南仏のルルドで聖母の出現を体験し、後にヌヴェール愛徳女子修道会（fr）の修道女となる。写真に撮られたカトリック教会の最初の聖人である 。ベルナデットによって発見された泉の水によって不治の病の治癒例が多く見られ、教会が公認したものだけでも68例にのぼり、ルルドはカトリック教会の最大の巡礼地の一つとなった。

## 生涯

### ルルド時代

#### ベルナデットの生い立ち

##### ボリーの水車小屋

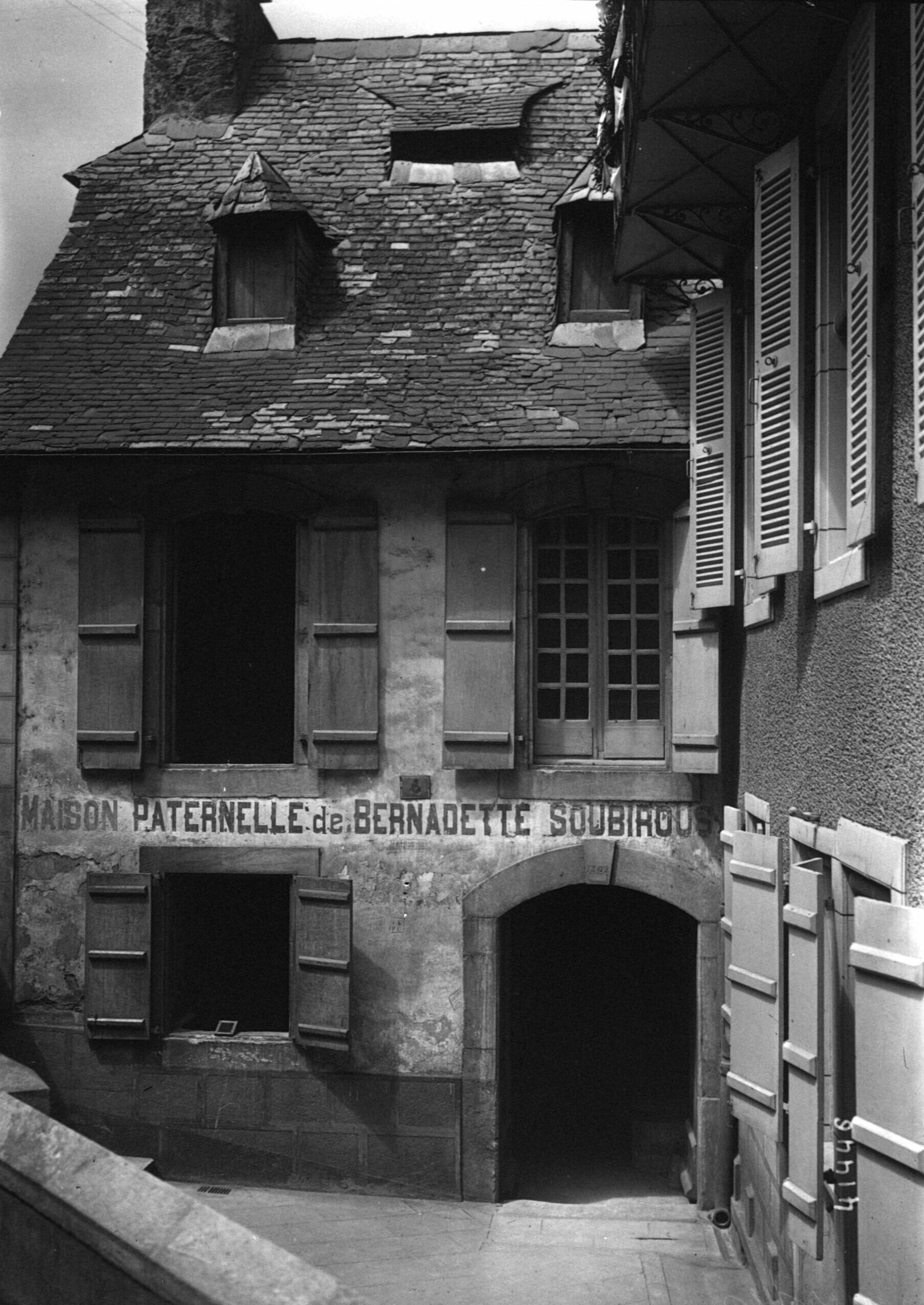
ベルナデットの生家

ベルナデット 出生前、母方のカステロー家は複雑な事情を抱えていた。1841年7月1日、ボリーの水車小屋の粉を挽いていたジュスタン・カステローが、馬車の事故で亡くなった。未亡人となったクレール・カステロー夫人には、女の子4人と男の子2人が残されて途方に暮れた。当時、ピレネー地方では長子であれば男女関係なく財産、土地を相続する慣習があった。水車小屋は止まってしまい、一家を再興するためには、長子の女の子を同業者と結婚させなくてはならなかった。カステロー夫人は、近くの水車小屋で働いていた34歳のフランソワ・スビルーに話を持ちかけた。
フランソワはこの話に乗り気で、喜んで、ボリーの水車小屋にやって来て仕事を手伝った。しかし、一向に結婚話を進めてくれないフランソワに問いただしてみると、フランソワが気に入っているのは、長女ではなく次女のルイーズであることがわかった。次女を先に結婚させることにしたカステロー夫人は、水車小屋の人々に、次女の方が家事ができるという口実で、この結婚を納得させた。結婚式は、1843年1月9日で、翌年の1月7日に、長女のベルナデットが生まれた。性別を問わない長子相続の伝統から、ベルナデットは後にルルドを離れても、家族の行く末を気にかけていた。

##### スビルー家の苦難
ベルナデットが生まれて1年も経たないうちにスビルー家に不幸が訪れた。1844年11月、暖炉のそばに座っていたルイーズの服に、壁に掛けてあったランプが落ちてきて服に燃え移り、胸にひどいやけどを負ってしまったのである。乳を飲ませることが出来なくなったルイーズは、ベルナデットを里子に出さざるを得なかった。生まれたばかりの男子を亡くしたマリー・ラギューが乳母の役割を引き受け、乳離れするまで預かってくれた。
その後、二つ目の不幸がベルナデットの家を襲った。水車小屋で金槌の修理をしていたフランソワが、石の破片で右目を傷つけてしまったのである。そのために仕事がうまくいかなくなってしまったが、人の良いスビルー家の人々は、施しを求める者がいればそれを拒否しなかった。施しを求めに来た人々のなかには、後に列聖される托鉢僧のミッシェル・ガリコイツもいた。
1855年、ベルナデットは、ルルド地方を襲ったコレラにかかり、一命を取り留めたものの、元々病弱であったために、これ以降、喘息の発作に苦しむことになった。母方の祖母が亡くなり、祖母の遺産の900フランで新しい水車小屋を借用した。しかし、字が読めないフランソワは、契約書の内容を理解できなかったために、わずか一年しかその仕事につくことができなかった。スビルー家の経済状態は悪化の一途をたどり、さらに小麦の不作が重なったために、ついにフランソワは失業した。スビルー家は「カショー」と呼ばれた、牢獄跡の建物に住むことを余儀なくされた。1858年3月1日のデュトゥール検事による記録によれば、このカショーは、「汚くて暗くて人間の住めるところではない」廃屋であった。このカショーの2階に住んでいたいとこのアンドレ・サショーによると、貧しくはあったが、「毎晩スビルー家は大きな声で、フランス語で夕の祈りを唱えていた」という。ベルナデットは標準フランス語を理解できなかったが、何ものか感じるものがあった。
いよいよ困窮に陥ったスビルー家は、バルトレス村の養母の元にベルナデットを里子に出し、彼女は羊飼いをして生計を立てることになった。日曜日には公教要理（カテキズム）の勉強をさせてくれる約束であったが、その約束は十分に守られず、ベルナデットは、初聖体 を受ける頃になっても読み書きができず、いくつかの祈祷文は覚えたものの、三位一体の教義すら知らなかった。

#### 聖母の出現

##### 第1回目の出現

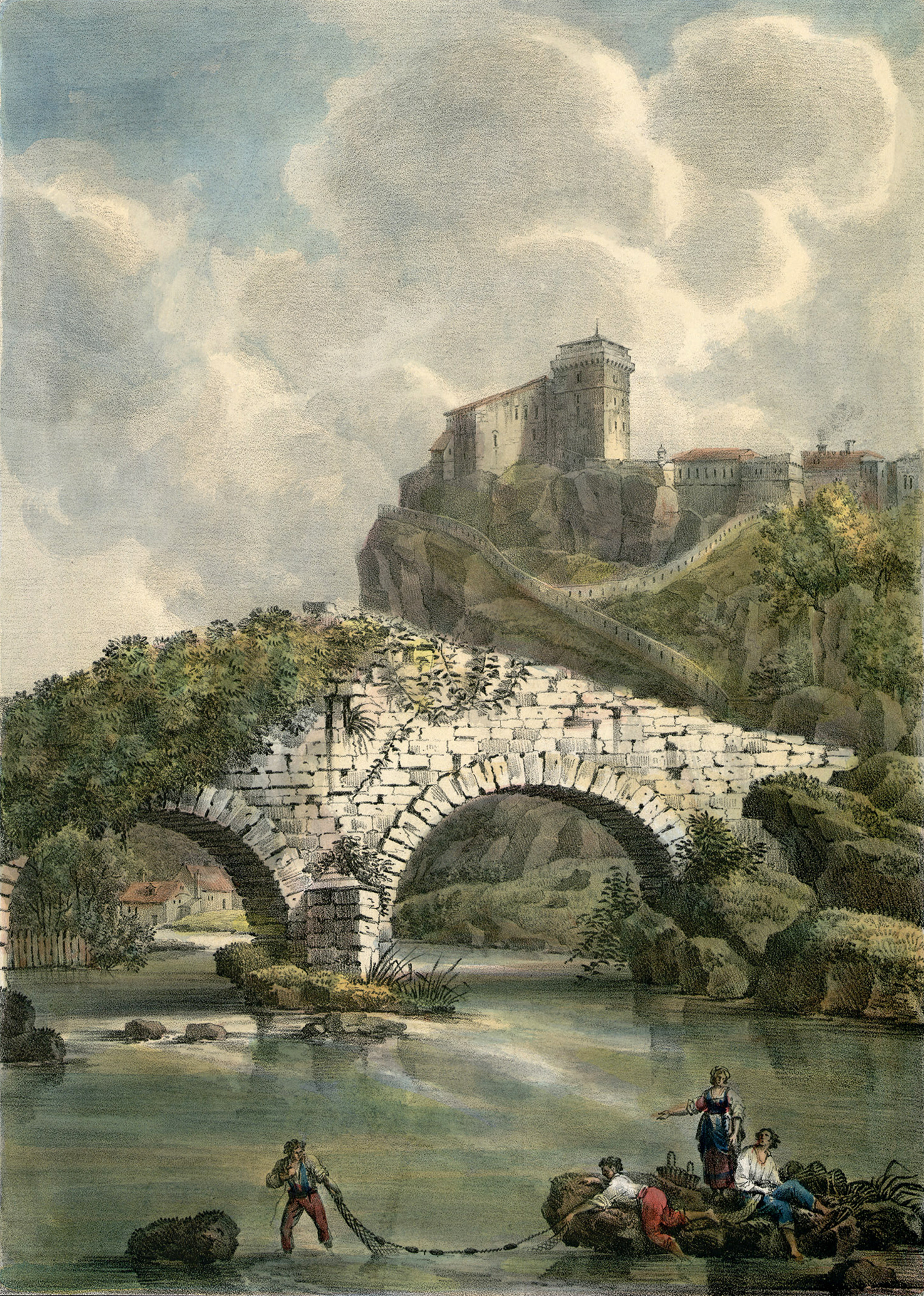
ポー川にかかるルルドの古橋

1858年2月11日、ベルナデットは、妹のマリー・トワネットと隣家のジャンヌ・アバディーとともに、昼飯の支度のための薪をひろいにマッサビエルの洞窟に向かった。子供たちはポン・ヴュー（古橋）からポー川 を渡り、シュベルカレールの森へ向かう道をたどり、サヴィの水車小屋を動かしている水路の橋をまたいだ。そして、当時はシャレ島と呼ばれていた中州にあるサヴィの牧草地に入り、サヴィとメルラスの運河が合流する水路がポー川に注ぐ牧草地の西端に向かった。ポー川から引かれた水路はここが一番川幅が狭くなっており、歩いて渡れるからである。
二人は先に水路を渡ったが、ベルナデットは喘息の発作を恐れる母の言葉を思い出して川を渡ることを躊躇していた。何とか足を濡らさないで川を渡れる場所を探したがどこにもないので、意を決して靴下を脱ごうとした。そして、「片方の靴下を脱いだとき、風の音のようなものが聞こえ」たので振り返ったが、何も見えなかった。振り返りもう片方の靴下を脱ごうとすると、また大きな風の音がした。前を見ると木の枝が揺れ動き、野生のバラの木は地面から上に伸び洞窟のくぼみまで3メートルほども伸びていた。暗いくぼみには柔らかい光が射し込み、白い服を着た女性が両手を開いて手招きをしていた。おそれおののき、夢でも見ているのではないかと何度も目をこすって見たが、女性はほほえみをたたえてベルナデットを見つめていた。ポケットのロザリオに手を触れて十字の印を切ろうとしたが手が挙がらなかった。しかし女性の方が十字の印を切ると、今度は手が挙げられるようになり、ベルナデットは、ロザリオの祈りを唱えた。
洞窟を注視して祈っているベルナデットを見た二人の少女にたちに、ベルナデットが何か見えなかったかと尋ねると、好奇心にかられた二人はベルナデットから、誰にも口外しないという条件で経緯を聞き出した。ところが二人がこの約束を破ってしまったので、またたく間に噂が町中に広まった。

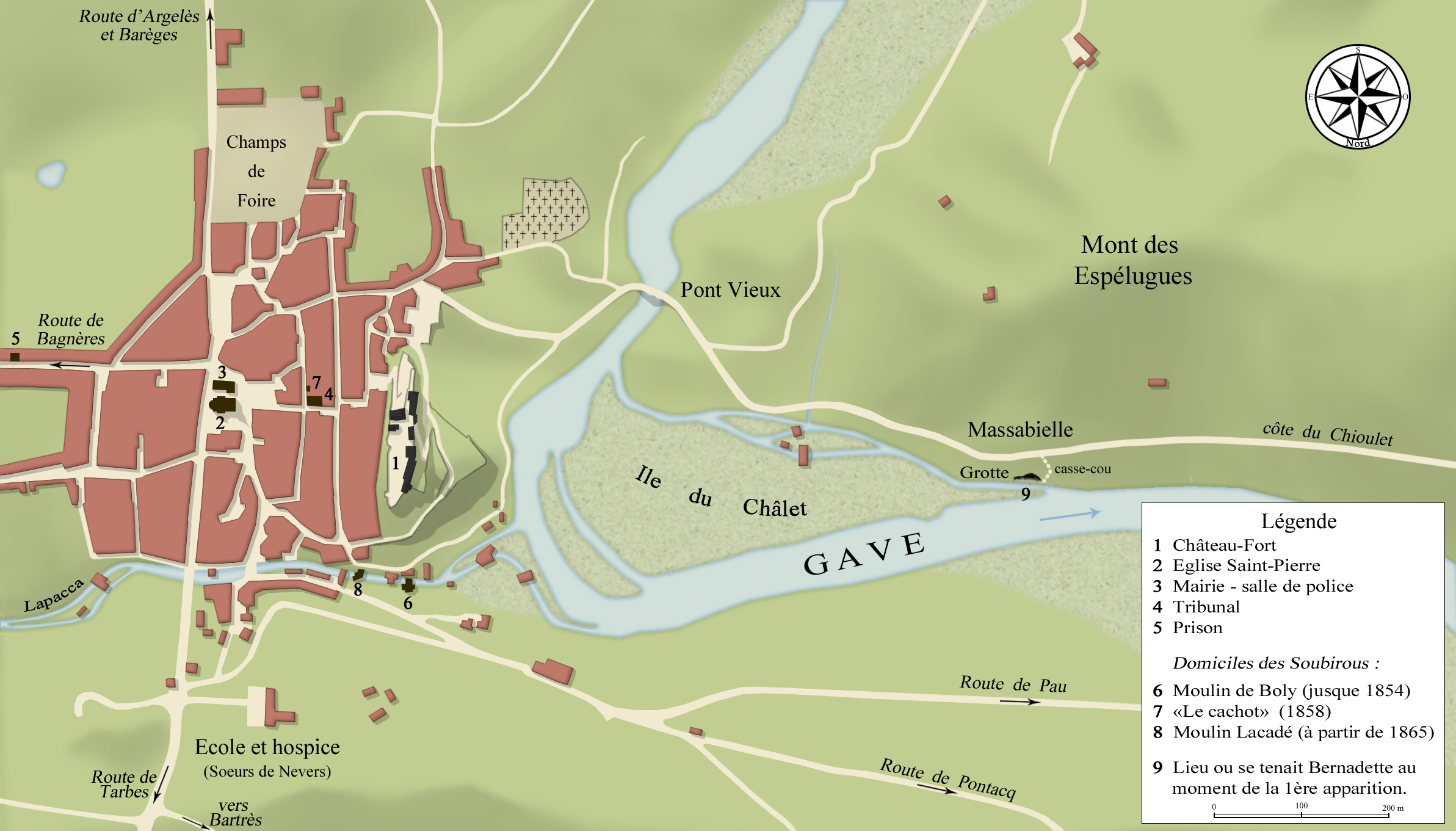
1858年頃のルルドの地図

2月13日の土曜日、「一陣の風」が吹き振り返ると「婦人のかたちをした白いもの」が見えた、とベルナデットはベルトラン・ポミアン神父（ルルド教区の助任司祭）に告白した。ベルナデットの正直さを知っている神父は、少女が作り話をしているようには思えず、その話を主任司祭のペラマール神父に伝えた。ポミアン神父が特に打たれたのは風の音の個所で、神父は使徒行伝2章における聖霊降誕の際の「激しい風」 のことを想起していた。

##### 第2回目の出現
人影の正体についてあれこれ取り沙汰されるようになり、2月14日、ベルナデットたちは、その善悪を見極めるために教会から聖水をもらい、出現した女性に振りかけると、聖水をふりかければふりかけるほど、あの方はほほえみを増した。以前から洞窟の話に興味を持っていたミエ夫人は、ベルナデットの話にある「白い服、青い帯、ロザリオ」という服装を聞いて、それが前年に亡くなったエリザ・ラタピの霊ではないかと考えた。実子のないミエ夫人は、姪のエリザを養子としていたが、前年に亡くなっていた。ミエ夫人がエリザの霊ではと考えたのは、洞窟に現れた女性の服装が、当時ルルド地方の篤信の女性たちをひきつけていた《幼きマリア会》 の制服と一致しており、エリザはその服装のまま埋葬されたからである。

##### 第3回目の出現

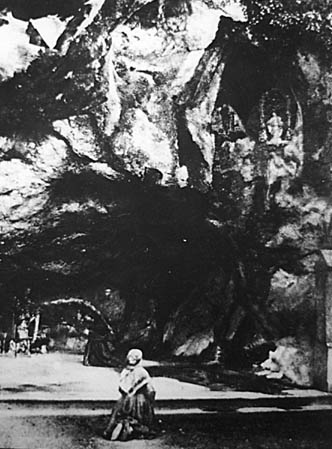
マサビエルの洞窟の前で祈るベルナデット

エリザの霊であるか否かを確かめるために、ミエ夫人はベルナデットを連れ筆記用具をともない、現れた女性に「どうぞお名前を書いて下さい」と願い出たが、その必要はないとされ、「お願いですが、ここに15日間続けて来て下さいませんか」と答えが返って来た。また、その若い女性は、「私はあなたをこの世でしあわせにすることは約束できませんが、あの世でしあわせにすることを約束します」と述べた。ミエ夫人はベルナデットが「あれ」 と呼ぶ若い女性がエリザの霊ではないということがすぐわかり、「もしかすると、聖母マリアかもしれない」と思うようになった。

##### 出現の15日間
噂が町中に広まり、洞窟に行く人の数が増えるにつれて、治安上の脅威をおぼえたルルドの警察署長ジャコメは、ベルナデットを警察署に連行し、情緒不安定な思春期の少女の白日夢ということで事態を収拾しようとし、ベルナデットが字の読み書きができないことを利用して適当な調書をつくろうとした。しかし、ジャコメが読み上げて同意を求める尋問調書に対し、ベルナデットは逐一反論を加え、実際に見たことの改竄に同意しなかった。
業を煮やしたジャコメは、ベルナデットの父親を呼びつけて脅し、ベルナデットは洞窟に行くことを禁じられてしまった。この尋問には、税務署長のジャン=バティスト・エストラードとその妹のエマニュエリットが立ち会っていた。エストラードは、ベルナデットの話になお懐疑的だったが、妹に促され警察署長の許可を得て、第7回の出現に立ち会った。
2月23日、エストラードは、ベルナデットの後についてマサビエルの洞窟におもむいた。ひざまづいたベルナデットに「一瞬光りが差し込むと、うやうやしくおじきをし、生まれ変わったようだった。彼女の瞳は光り輝き、その唇にはえもいわれぬ微笑みが生まれ、ベルナデットはもはやベルナデットではなかった！」。自分の見たものをどう理解してよいのかわからないまま、エストラードは、「私はボルドーの劇場に行ったとき、有名な女優のラシェルを見た。本当にすばらしい女性だった。しかし、その彼女でさえもベルナデットとは比べものにならない」 と述べた。エストラードが態度を変えたという噂が広がり、出現を信じる人がますます増えていった。2月24日の第8回のとき、「罪びとの回心のために神様に祈りなさい」という言葉を聞いたベルナデットは、「償いを！」という言葉を人々に取り次いだ。

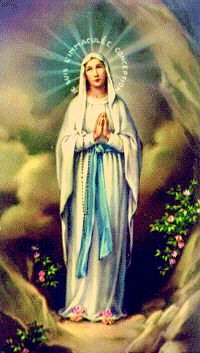
告げられた「無原罪の御宿り」の名

2月25日の第9回目の出現のときになると、洞窟の前にはもう350人くらいの人々があつまり、騒然たる雰囲気のなかにベルナデットがあらわれた。ベルナデットは、洞窟の前で祈った後、うなずいて何かを探すそぶりをして、川の方へ降りていった。そして振り返るとまたうなづき、洞窟の前に戻って地面を掘り始めた。そして赤みを帯びた泥水を三回すくって自分を顔に近づけ、四回目にやっとその水を口に入れて飲んだ。篤信の美しい少女を期待してやって来た野次馬たちは、ベルナデットの泥まみれになった顔を見て、「女優のラシェルだって？へんちくりんな田舎娘がいるだけじゃないか」とあざけり、洞窟を去って行った。しかし、ベルナデットの言葉を信じる人たちが後に残ると、わき出た泥水は絶えることなく流れ続け、エレオノーラ・ペラールという婦人がこの穴に棒を差し込むとせせらぎのような音が聞こえ、水量はいよいよ増し、汲めば汲むほどきれいになっていった。

##### 検事による召喚
同日の夕刻、検事のヴィタル・デュトゥールは、民衆の騒乱を恐れる知事から命令を受け、ベルナデットを連行し尋問したが、法律違法を犯していないベルナデットの逮捕に激昂した民衆が釈放を求めて検事庁舎に押しかけ押し問答となった。適当な調書を作ろうとしていた検事の「手はふるえていた。インク壺にペンを入れそこね、しきりに紙の上に書きなぐっていた」 が、やがてベルナデットは釈放された。
デュトゥール検事は、ラカデ町長とともに事態を収拾してくれるようペラマール神父に求めたが、神父は、「ベルナデットはご承知の通り、罪人でもなければ、狂人でもない。もし知事が武力をもって、スビルー一家を襲うようなことをするなら、その家の門前に立ちふさがって最後までたたかう者があることを忘れないように」 と返答し、その申し出を退けた。ペラマール神父の親族は医師ばかりでなく、弟のアレクサンドルはペルーの造幣局長であり、姪のデルフィーヌの義兄はエクアドルのガブリエル・ガルシア・モレノ大統領だった。ピレネー地方の聖俗に影響力がある名門出身の神父の庇護によって、官憲側もうかつにベルナデットを拘引することができなくなった。

#### ルルドの泉

##### 最初の奇跡
3月1日、ルルドから7キロばかりはなれたルバジャックの村にカトリーヌ・ラタピという女性が住んでいた。妊娠9カ月の身重であったが、自分にも理解できない心のうながしに従って、二人の子供の手を引いてルルドにやって来た。カトリーヌは、以前木から落ちて腕を脱臼し、長い間医者にかかったが治らず、右手の指が曲がったまま動かず感覚もなかった。しかし、泉の水に右手を浸すと、身体全体に快い感覚が広がり、手が柔らかくなったように思えた。それと同時に曲がっていた指は、突然もとのように動くようになった。彼女が感謝の祈りを唱えると陣痛が始まり、自分の村に戻ってもお産を手伝う人もいなかったが、痛みもなしに男の子が生まれた。男の子は、奇縁にちなんでジャン=バティスト（「洗礼者ヨハネ」の意）と名付けられ、後に司祭になった。

##### 蘇生する赤子
貧しい職工のジャン・ブオールには、一人息子であるジュスタンがいた。ジュスタンは、骨軟化症で生後2カ月経ってもゆりかごのなかで座ることもできなかった。3月2日午後、発熱性の消耗性疾患で食欲が減退し、もはや何も受け付けなくなった。赤子の衰弱はなはだしく、かかりつけ医のペリュ博士にももはや打つ手がなく、刻々と死が近づいていた。不自由な身体で一生を過ごすよりこの方が本人のために幸せだ、とジャンは悲嘆にくれる母親のクロワジーヌを慰めた。しかし、諦めきれないクロワジーヌは「この子はまだこと切れていない」とつぶやくと、赤子を前掛けに包み、マサビエルの洞窟を目指した。そして、「そんなことをしたら、子供を殺してしまうぞ」という周囲の人々の制止も聞かずに、子供を裸体のまま冷たい水につけた。15分間もつけたかと思うと、また大急ぎで家に戻って寝かしつけた。この様子の始終を、聖母の出現の際にベルナデットに立ち会ったドズー博士が見ていた。赤子は一言も発せず誰の目にも絶命したものと思われた。昏睡状態は翌朝まで続いたが、朝になると赤子は突如目を覚ましてさかんに乳を求めた。そして、3月4日には起き上がり室内を走り回るようになるまでに回復した。
ドズー博士は同僚のヴェルジェス博士に意見を求めたが、どちらも突然の快癒の原因がつかめず、ペリュ医師も同様だった。11年後にアンリ・ラセールがブオール家を訪れると、病弱どころか、元気すぎて遊びに夢中で勉強しなくて困ると母親のクロワジーヌがこぼす、ジュスタン少年がそこにいた。

##### 失明の快癒
ルルドに住む石工のルイ・ブリエットは職場での事故で右目に外傷を受け失明し、仕事がうまくゆかなくなって困っていた。しかし、3月3日、祈りの言葉を唱えながら洞窟の泉水で目を洗うと突然右目が見えるようになった。以前失明を確認していたドズー医師は、喜び勇んでやって来たブリエットを落ち着かせた。そして、その言葉をにわかに信じられない医師は、「左目に眼帯をして、ブリエットから20歩離れて、手であらゆる動作をしてみたが、彼はそのすべてを完璧に見分けた。その後、今度はブリュエットに近づいて、私の手帳にあれこれ線を書いてみたが、これも難なく識別した」 た、ドズー自身が語っている。ルルドの町長アンセルム・ラカデは、ルルドが温泉町になればと考えて泉の水を分析させたが、化学的には単なる普通の水に過ぎなかった。

##### 「無原罪の御宿り」

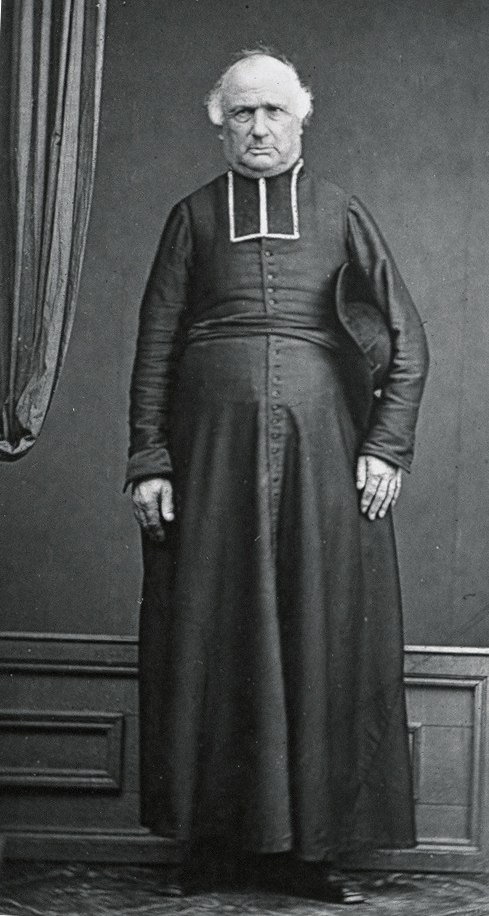
ルルド教区の主任司祭、ペラマール神父

翌3月2日の第13回目の出現では、洞窟の前に来る人は、1,650人にも膨れあがってきた。ベルナデットは、聖堂を建てることと行列をして欲しいという、女性からのメッセージを教区の司祭であるペラマール神父に伝えた 。しかし、神父はどこの誰だかもわからない者の命令を聞くわけには行かないとしてとりあわず、ベルナデットが「あれ」と呼ぶ者の名前を尋ねてくるように命じた。
3月25日、教会暦で受胎告知の祝日に当たるこの日、ベルナデットは人影に名前を聞くと、人影は Que Soy Era Immaculada Councepciou と答えた。これは、ルルド地方のビゴール方言で「私は無原罪の御宿りです」の意である。無原罪の御宿りの教義は、1854年に正式に信仰箇条としてローマ教皇ピオ9世によって宣言されていたが、当時の教会用語はラテン語であり、正規の学校教育を受けたことがなく標準フランス語すら解さなかったベルナデットが教義の内容を知るわけもなかった。ベルナデットは意味がわからぬまま、「あれ」が発した「ケ・ソイ・エラ・インマクラダ・カウンセプシウ」という言葉を忘れないように帰途何度も反芻し、その言葉を先のペラマール神父に伝えた。それまでベルナデットの言葉に半信半疑だった司祭は驚愕し、聖母マリアの出現に間違いないと確信した。
マサビエルの洞窟への最初の行列は、教会による聖母の出現が公認される以前に、ベルナデットが聖母から取り次いだ、洞窟まで「行列をしなさい」という指示に従う《幼きマリア会》の少女たちの自発的意志によって始まった。5月7日、「マリア月」の祈祷のためにルルドの教会に集まっていた少女たちは、教会から出ると、手に手にろうそくを持ち、聖歌を歌いながら洞窟を目指し、ひざまづいて祈り、また市街地の入り口まで互いに離れることなく同じ行列を繰り返した。
7月16日、聖母の出現が終わったころにはルルドは既に多くの巡礼者で賑わうようになった。洞窟にあまりにも多くの人々が集まりはじめたことに不穏なものを感じた官憲は、洞窟の前に鉄柵を設けて、洞窟に接近することも泉の水を汲むことも禁じてしまった。しかし、ルイ・ヴィヨーなどの当時の著名な作家やジャーナリストがルルドを訪れるようになると、ベルナデットと洞窟の話はフランス全土で知られるようになった。7月28日、ナポレオン3世の皇太子の傅育官であるブリュア海軍大将未亡人は、病気がちな皇太子のために泉の水を求めて密かにルルドを訪れ、同地の話を部下から聞いた皇帝は、洞窟の前の鉄柵を撤去するように命じた。

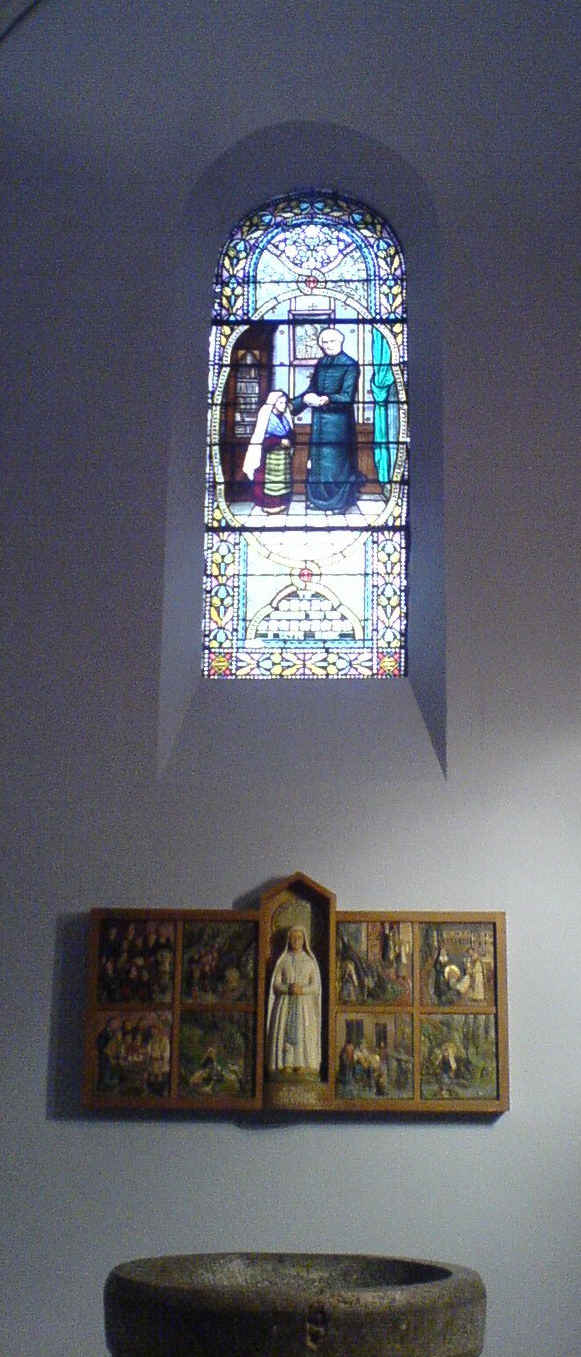
ペラマール神父との出会いを描いたルルド教区教会のステンドグラス

ピレネー地方のローカルな事件に対して第二帝政の要路が過敏な反応を示したのにはわけがあった。当初ルイ・ナポレオンは、カトリック票目当てに、イタリアの共和主義者によってバチカンを追われたピウス9世 (ローマ教皇)のローマ帰還を支持し、教皇は「1850年にフランス軍の保護のもとにローマに帰っ」 た。しかし、教皇は帰還するや以前にも増して反動的な政治を再開したので、「フランス共和国はイタリアの自由を圧殺するためにローマに出兵したわけではない」と諌め、自由主義的な世俗政府の早期樹立を要求した。これに対して、カトリックの正統王朝派による秩序党は、ルイ・ナポレオンを裏切り者として激しく批判するようになった。ルルドに聖母が出現して「無原罪の御宿り」と告げたことは、マリアの無原罪の教義を宣言した教皇ピウス9世の権威をたかめ、第二帝政に批判的な正統王朝派とウルトラ（教皇至上主義者）を勢いづかせてしまう恐れがあったからである。ピレネー地方など「西部、南部に基盤をおく正統王朝派、カトリック勢力など王党右翼勢力もまた、共和派とともに帝政反対派の一翼を構成していた」 のである。
1864年にリヨンの美術アカデミー会員の彫刻家、ジョセフ・ファビッシュによってマリア像が造られ、聖母が出現した洞窟のくぼみに設置された。当時パリで人気を博していた挿絵入り新聞『イリュストラシオン』紙などにベルナデットやルルドの出来事が採り上げられるようになると、人々は競ってベルナデットに面会を求めるようになり、3月5日には、ベルナデットと結婚したいという者まで現れた。それは、ナントの医科大学のインターンをしているラウル・ド・トリックビルという青年で、ローランス司教に手紙を書いて求婚の許可を求めたが、司教はその「願いがまったく不謹慎なもので、聖母マリアのお望みに反する」と拒絶した。また、スビルー家に押しかけた人々は、ロザリオを触ってもらうことや服の一部をもらうことを求めたが、ベルナデットはその求めに応じず、「まるで太った牛のように人目にさらされている」ことに困惑を示した。

### ヌヴェール時代
パリ外国宣教会のテオドール＝オギュスタン・フォルカード神父は、幕末期に沖縄に滞在して日本布教を準備していたが、帰国を命じられてヌヴェール教区の司教に叙階されると、フランス全土で有名になり毎日訪問者の好奇の目に悩まされていたベルナデットを修道院に匿うべく尽力した。
パリからやって来る名士たちのインタビューは、単に煩瑣という理由以外でもベルナデットの困惑の種であった。なぜなら、「彼女は山あいの方言しか使ったことがなかったので、フランス語は彼女にとって外国語」 であったからである。「わたしは貧しく必要な持参金を持っていません」というベルナデットに対して、持参金なしでも入会した例をフォルカード神父が語ると、「持参金なしでも入会できたお嬢さんたちは、手先が器用だったり、頭が良かったりするのでしょう。わたしは何もできませんし、何のとりえもないんです」と答えた。すると、「今朝この目で見たが、にんじんの皮むきができるじゃないか」 と説得し、1866年7月7日、ブルゴーニュ地方にあるヌヴェール愛徳修道会への入会を斡旋。

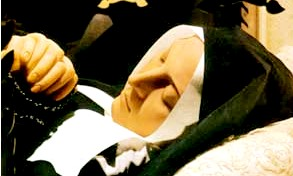
ヌヴェールの修道院に安置されている聖ベルナデッタの遺体。

17世紀に創設された愛徳修道会は、「不幸な人々以外のことに、決して関心をもってはいけません。その人々を心から助けること以外の心づかいや心配を、決してもってはなりません」というドゥラヴェンヌ師の言葉を会則としており、貧しい家庭の女の子に初等教育を施すことと、誰からも望まれない老人を迎えることにとりわけ意を用いていた。愛徳修道会は、ルルドに養護施設と学校を持っており、ベルナデットはそこで学んでいたので、同会のシスターたちはもっとも身近な存在だった。ベルナデットが持参した財産は、一本の日傘と手提げかばんだけだった。
ヌヴェールでベルナデットは、「スール・マリー・ベルナール」という名前で修道女となる誓願を立て、自身は持病の気管支喘息に加えて肺結核や脊椎カリエスといった難病に苦しみながらも、様々な雑用や看護婦としての仕事に従事し、1879年4月16日に35歳で死去した。

## その後のルルド
1925年に列福、1933年12月8日、ローマ教皇ピウス11世によって列聖された。テ・デウムが歌われるサン・ピエトロ大聖堂で行われた列聖式には、駐バチカン・フランス大使のフランソワ・シャルル＝ルーによる配慮で桟敷席に招かれた、ポーで花作りを営む老人がいた。それは、赤子のときルルドの泉で骨軟化症が快癒したジュスタン・ブオール少年の77歳の姿であった。
その後もベルナデットによって発見された泉の水によって不治と思われた病が治癒する奇跡が続々と起こり、鉄道など交通路の整備とあいまって、ルルドはカトリック最大の巡礼地になり今日に至っている。
19世紀フランスの著名な作家、アンリ・ラセールの『ルルドの聖母』（1869）はベストセラーとなり、80カ国語に翻訳され、ピウス9世 (ローマ教皇)はラテン語の序文を寄せて、この著作を「深淵で力にみちたもの」と称賛した。しかし、今日のルルド信仰の盛況を決定づけたのは、アレクシス・カレルの『ルルドへの旅』（1949）である。エミール・ゾラの『ルルド』（1894）を読み、単なる好奇心でルルドにおもむいたカレル（小説中の「レラック」はその逆さ読み）は、マリー・フェランという名前の末期の結核患者に出会った。「結核性腹膜炎で臨終」 と 思われていたマリーの最期の願いはルルドの泉で水浴をすることであった。マリーの病状は手の施しようのないもので、担架で泉まで運んでも「途中で亡くなるだろう」 と思われた。しかし奇跡は、血管縫合や臓器移植に関する先駆的研究で後にノーベル生理学・医学賞（1912年）を受賞することになる若き医学生の目の前で起こった。

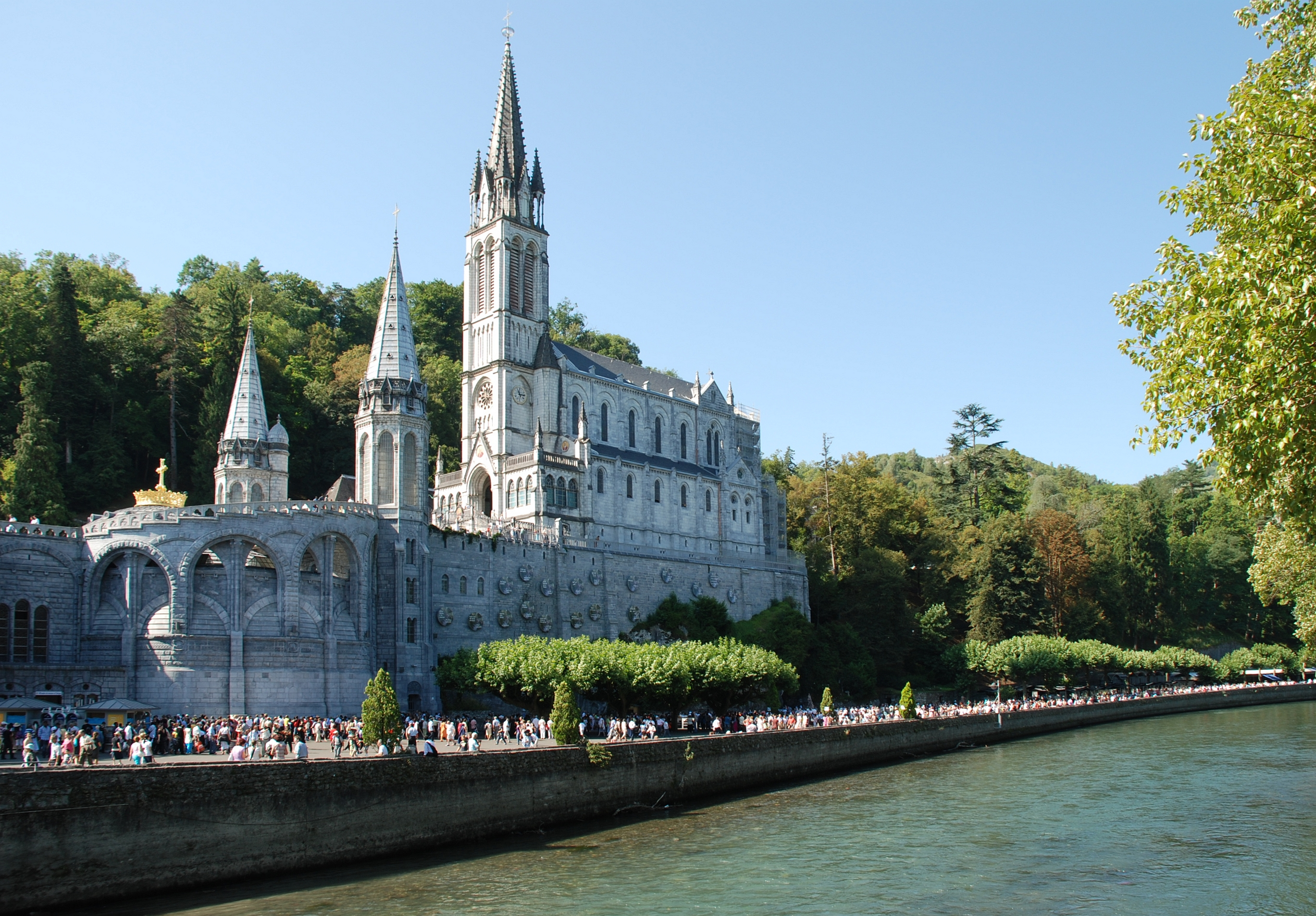
現在のルルド

ピウス9世以来、歴代教皇は、ルルドへの厚い信仰を寄せた。2004年、ローマ教皇ヨハネ・パウロ2世が8月15日の聖母被昇天の祝日にルルドを訪問した。元フランス大統領ジャック・シラクと聖女と同名の夫人ベルナデット・シラクが応接した当日、ルルドには少なくとも30万人の巡礼者がいたと推定されている。
また、2007年、前・ローマ教皇ベネディクト16世は、聖母出現150周年を機会とし、ルルドへの巡礼を推奨し、2012年に教皇はルルドの祝日（世界病者の日）20周年を記念して、みずから病者に塗油を行った。

## ルルドの聖母と日本

### 日本中に広がるルルド
最初にルルドの模型が造られたのは、ベルギーのオオスタッカーであり、クールブルヌ侯爵夫人によって造られたルルドでも病気の治癒例が見られたという。日本では、幕末維新期のカトリック布教に主導的役割を果たしたパリ外国宣教会の司祭たちによってルルドの信仰が熱心に紹介された。その先鞭をつけたのは、宣教会のジョゼフ・ロケーニュ師である。1879年（明治12年）には、悪性腫瘍で余命いくばくもないと医師に宣告された弘前市に住む新谷雄三少年が、マレン師からルルドの奇跡の話を聞いて洗礼を受け、熱心に聖母マリアに祈り病気から快癒した。その後この少年は、長崎の神学校で勉強を続け、司祭に叙階された。
1895年（明治28年）には、長崎五島の玉之浦町にルルドの洞窟の模型の建設が始まり、これを嚆矢として、マキシミリアノ・コルベ神父ゆかりの長崎の本河内をはじめ日本全国のカトリック教会にルルドの洞窟がさかんに造られるようになった。名古屋市東区にあるカトリック主税町教会のルルドは、ドマンジェル神父の尽力で建設が着手され、ドイツ人技師によって造られた。1911年（明治44年）、陸軍戸山学校の音楽隊も出動し、ボンヌ大司教によって盛大な祝別式が挙行された。
1921年（大正10年）、ヌヴェール愛徳女子修道会からメール・マリー・クロチルド・リチュニエ他7名の修道女が来日、大阪市玉造に学校法人聖母女学院を開校した。教育に始まった愛徳修道会の事業は、その後、医療・福祉の分野にまで拡大した。
1949年（昭和24年）、鹿児島カテドラル・ザビエル教会にザビエル渡来400年記念絵画として、長谷川路可による『少女ベルナデッタに御出現のルルドのマリア』が奉納される。

### 映画『ベルナデットの歌』

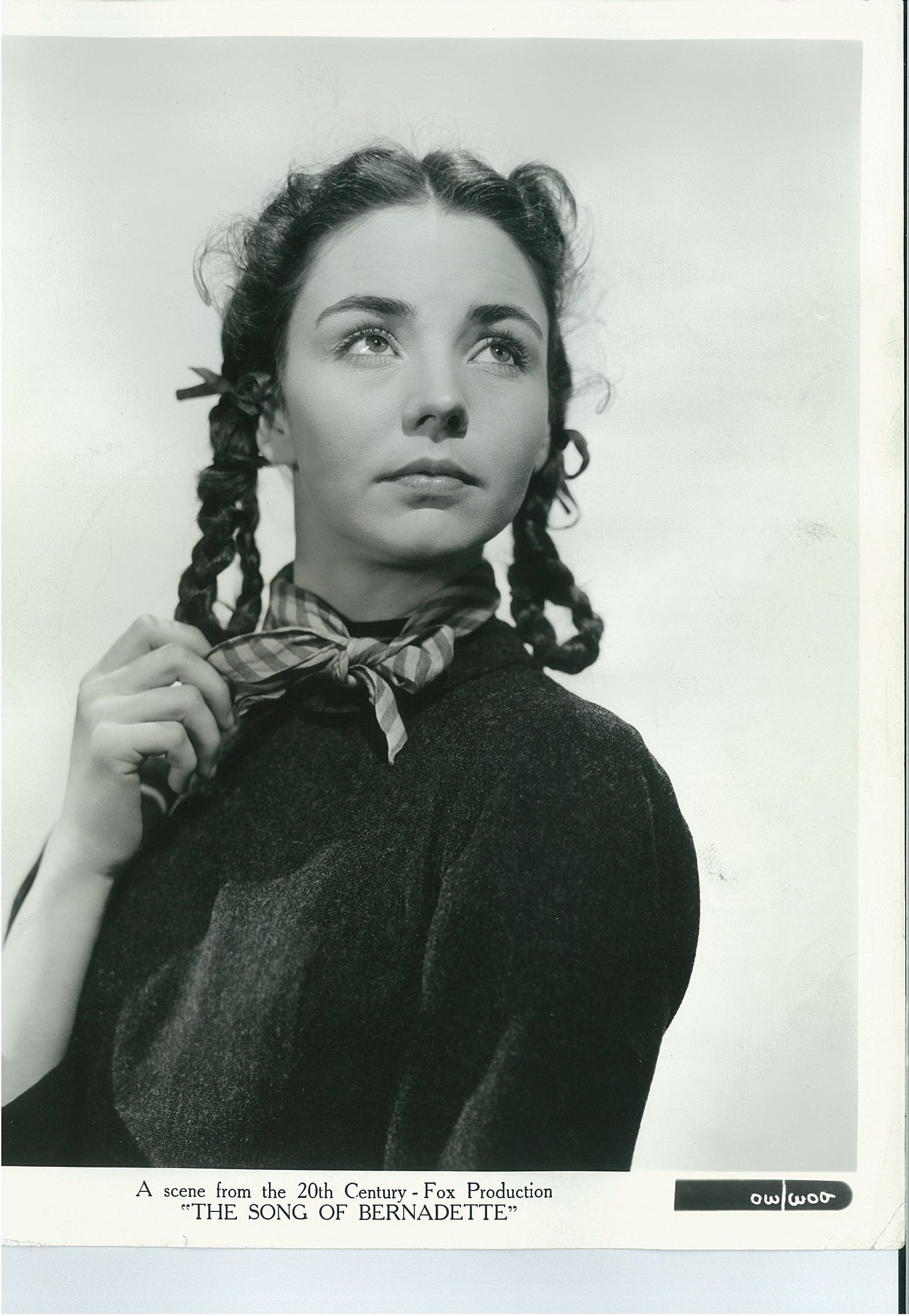
ベルナデット役のジェニファー・ジョーンズ

日本でキリスト教徒以外にもベルナデットの名前が知られるようになったのは、ヘンリー・キング監督の映画『ベルナデットの歌』（1943）によってである。この映画は、ユダヤ系オーストリア人の作家、フランツ・ヴェルフェルがドイツ語で書いた作品を、ドイツ系アメリカ人の小説家、ルードヴィヒ・レヴィゾーンが英訳したものを原作としている。著名な作曲家グスタフ・マーラーと死別したアルマ・マーラーとともに、ナチスの迫害を逃れて南仏を通過する際にルルドを訪れたヴェルフェルは、ベルナデットの生涯に感銘を受け、無事にアメリカに亡命できたら聖女の伝記を書こうと決意していた。映画は、1943年にアメリカで公開されたが、当時の日本は対米戦の最中であったので、若き日のジェニファー・ジョーンズ がベルナデット役を好演（アカデミー主演女優賞）した米国映画が『聖処女』という邦題で公開されたのは、戦後  のことであった。またヴェルフェルの原著の方も、映画公開の翌年、ロマン・ロラン やシュテファン・ツヴァイクとの交友で有名な独文学者・片山敏彦によって邦訳され、日本の読者に広く親しまれた。
2012年（平成24年）12月、劇団「ミュージカル座」による『ルルドの奇跡』において、日本の演劇史上初めてベルナデットが採り上げられた。ベルナデット役は伊東恵里、ペラマール神父役は宝田明で、脚本と主題曲の作詞はハマナカトオルが担当した。

## 人物
- 「この貧しい少女は、しばしば日常のパンにも事欠きつつも、品位を保って贈り物を断っている」[47] … ルルド教区の主任司祭ペラマール神父の言葉。
- 「貧弱な服装であるにもかかわらず、清潔な点に感動させられた。彼女は木靴と普通よりも粗い靴下をはいていた。簡単なインド更紗の着物の上に同じ色の上着を着、クビには簡単なハンカチをかけ、頭は木綿の布をかぶっていた。その全部がきれいで何よりも簡素であった」[48] … 水車小屋を訪れたアザン・ド・ベルネタスの証言。
- 「ベルナデットは、非常に貧しい家庭に生まれたことを苦にしていませんでした。というのは、この家庭はひじょうにキリスト教的な家庭であったので、いつも自分たちの定めに満足していたからです」[49] … ベルナデットの幼なじみの言葉。
- 「ベルナデットの笑顔は、表現できないほど美しかった。どんなに上手な画家、どんなに巧みな俳優でも、その魅力と気品を表現できないだろう」[50] … 第13回目の出現に立ち会ったデジラ神父の言葉。
- 「ベルナデットは聡明さとまれなる善良さと正常な知性を有している。彼女が洞窟の前で祈っているときに見られた尋常ならざる現象は、しかしカタレプシー（強硬症）や病的な陶酔とは対極のものである」[51]。… 第3回以降の出現を実見したドズー医師の言葉。
- 「彼女のような淑やかさと品位をもってお辞儀をする者を見たことがない」[52] … 第3回の出現に立ち会った税務署長エストラードの言葉。
- 「彼女の両親は非常に貧しく、地上のわが主のように貧しい者でした。しかしマリアが目に留めたのは、お金持ちの若い娘ではなく、この少女でした。ルルドのお金持ちの若い女性たちは、もしご出現の事実がなかったら、ベルナデットに軽蔑の目しか向けなかったでしょう」[53] … ベルナデットに字を教えた教会の香部屋係、アントワネット・タルディヴァイユ[脚注 27] が手紙のなかで述べた言葉。
- 本部修道院に来たばかりのころ、「ここでなわ跳びをすることはありますか？」とベルナデットはシスターたちに聞いた。それを聞いた人たちはとても驚き、「そんなことはしない」というと、ベルナデットは、「私は人が跳んでいるとき、なわを持つのが大好きなんです」と言った[54]。
- 「ベルナデットの一生は、福音の次の言葉を立派に証明するものだと思う。『父よ、あなたをほめたたえます。これらのことを知恵ある者や賢い者には隠して、幼子のような者にお示しになりました』」[55] … ルルド研究の第一人者、ルネ・ローランタン（フランス語版）師の言葉。
- 「『私は無原罪の御宿りです』と聖母が述べたときのポーズをベルナデットがみずから示すと、高齢の司教の頬には、ふたすじの涙が見られた。委員会が終わっても、まだその時の感激を忘れられない司教が、一人の司教総代理に『あの女の子を見たかね』と聞いていた」[56] … ルルド調査委員会の際のローランス司教の様子をレミ・サンペ神父が回想したときの言葉。
- 「ルルドの聖母、私の最期をお助けください」[57] … ベルナデットを厳しく指導した修練長、マリー・テレーズ・ヴォズー[脚注 28] の臨終の言葉。

## 関連人物

### ルルド時代
ドミニック・ペラマール
3代続く医師の家系に生まれる。ベルナデットが出現を知らせたルルド教区の主任司祭で、後にタルブの司教となる。ベルナデットが意味もわからず覚えてきた「無原罪の御宿り」の言葉に驚愕し、その信憑性を上長に報告。当初はベルナデットの話に懐疑的であったが、後にその庇護者となる。ルルドに関して取材に来たエミール・ゾラや ジョリス＝カルル・ユイスマンスの訪問を受ける。ペラマールの名前は、大通り やルルドの高等中学の名前に冠され、ベルナデットの理解者は今日でもルルドの人々の敬愛を受けている。
ピエール・ロマン・ドズー
ルルドの医師。医学博士。当初聖母の出現に懐疑的だったが、自身が担当する失明患者の奇跡的治癒や出現の際のベルナデットの様子を実見し、ベルナデットの擁護者となる。著書に、『ルルドの洞窟 その泉と治癒例』がある。
ミッシェル・ガリコイツ。
いわゆる「ベタラム・ファーザーズ」の創設者。1947年7月6日、ピウス12世 (ローマ教皇)によって列聖。喜捨を求めてしばしばルルドを訪れ、スビルー家とも知己の間柄であった。ベルナデットからしばしば信仰上の相談を受け、その《貧しさ》の霊性はピレネー地方の人々に影響を与えた 。

### ヌヴェール時代
テオドール＝オギュスタン・フォルカード
18世紀の著名な宮廷音楽家で学士院会員だったフランソワ・ジルーとマリー＝フランソワーズ・ド・ボーモン・ダヴァントワの孫。パリ外国宣教会の宣教師として、沖縄と日本の布教を委託される。帰国後ヌヴェールに戻り司教に叙階。ベルナデットの愛徳修道会への入会を斡旋。邦訳に『フォルカード神父の琉球日記 幕末日仏交流記』 がある。
ピウス9世 (ローマ教皇)
第255代ローマ教皇。1854年、「無原罪の御宿り」の教義を宣言。アンリ・ラセールによるルルドに関する最初の包括的な報告書『ルルドの聖母』にラテン語の序文を寄せる。幕末維新期の日本布教をパリ外国宣教会に委託し、横浜のジラール日本管区長から、禁教時代から250年間潜伏していた隠れキリシタン発見の知らせを受ける。豊臣秀吉の命令によって長崎で処刑された26人のカトリック信徒を日本二十六聖人として列聖。

### 後代
ジョゼフ・ロケーニュ
パリ外国宣教会の司祭。ルルドの隣村のガルデール出身で、ルルドの信仰を最初に日本に伝える。禁教下の幕末維新期の日本でベルナール・プティジャン神父の布教を助け、後に日本南緯代牧区の補佐司教に叙階される。
マキシミリアノ・コルベ
コンベンツァル聖フランシスコ修道会の司祭。アウシュヴィッツ強制収容所で他の囚人の身代わりとなって殺された、ポーランドの聖人。長崎・本河内の修道院の近くにルルドと似た洞窟を発見。後にルルドが造られて、病気快癒などの奇瑞を生む。
アレクシス・カレル
フランスの医学者。ルルドの泉で臨終を迎えた結核性腹膜炎患者の快癒を実見し、その体験記を『ルルドへの旅』にまとめる。1912年にノーベル生理学・医学賞を受賞。
マドンナ (歌手)
イタリア系米国人の著名歌手。「聖母」を意味するマドンナは本名で、正式の名前は、「マドンナ・ルイーズ・ヴェロニカ・チッコーネ」。1996年10月14日に生まれた長女は、「ルルド（英語読みでローデス）・マリア」と命名された。

## ルルドと文学者たち
エミール・ゾラ
無神論の自然主義的立場から、『ルルドへの旅』（1894）で巡礼者を観察し、聖母の出現を「詐欺とはいわないが幻覚」 であると中傷したが、著名作家の意図とは裏腹にルルドへの訪問者を増加させた。
ジョリス＝カルル・ユイスマンス
当初はゾラ的な自然主義から出発したが、後に回心。『ルルドの群衆』（1906） のなかで、「一度ルルドに来ると、人は病むわが身を忘れ、自分より重い病人が自分のかわりに癒される恵みを願うようになる」 と、ルルドの信仰を擁護した。
三木露風
童謡「赤とんぼ」の作詞者として知られ、北原白秋とともに「白露時代」を築いた象徴派詩人。北海道北斗市のトラピスト修道院で洗礼。カトリック小田原教会のマトン師の求めに応じてその著書『ルルドの姫君』に序文を寄せる。
フランシス・ジャム
尾崎喜八や堀口大学らによって積極的に紹介された、フランスの抒情詩人。ベルナデットと同じくオート＝ピレネー県の出身。「聖ベルナデット・スビルーへの連祷」 によって、ベルナデットを讃える。
フランソワ・モーリヤック
フランスの小説家。1952年、ノーベル文学賞受賞。小説『ルルドへの巡礼者たち』（1931）のなかで、「この巡礼地は、誰もが自分の運命を直視せざるを得ない場所なのだ」 と述べ、ルルドの信仰の意義を考察した。
ポール・クローデル
フランスの詩人・外交官。大正時代の駐日フランス全権大使。1954年に発表された著作『マリア』 のなかで、ルルドにおける聖母の出現の意味を考察する。
フランツ・ヴェルフェル
オーストリア生まれで米国に亡命したユダヤ系作家。南仏を通過した際にルルドに立ち寄りベルナデットのことを知り感銘を受ける。アメリカに着くとその生涯を『ベルナデットの歌』（1941） に描き、その英訳本を原本としたヘンリー・キング監督の同名映画によって、ベルナデットとルルドが世界的に有名になった。

## 著作
- Bernadette Soubirous, Carnet de notes intimes, Nevers, Couvent Saint-Gildard, 1977.

　〔安藤敬子訳『魂の日記』ドン・ボスコ社、1979年〕
- André Ravier（éd.）, Bernadette d'après ses lettres, Paris, P. Lethielleux, 1993.〔書簡集〕

### 単行本

#### 和文
- アンリ・ラセール『るゝどの姫君』天主公教会、1892年
- ドルワール・ド・レゼー『ル丶ドの洞窟』和佛協會、1911年　ASIN: B0090E42JM
- ジョルジュ・ベルタン『奇蹟實話 ルルドの霊窟』尚文堂、1917年 ASIN: B008YDUGJU
- シルベン・ブスケ『ベルナデッタ之傳』聖母女学院、1925年
- レミ・マトン『ルルドの姫君』天主公教会、1927年
- ルイ＝イヤサント・プティット『聖ベルナデッタ』ドン・ボスコ社、1954年 ASIN: B000JB37KA
- 秋山峰三郎『ルルドの奇蹟―現代医学のみたる最近の奇蹟的治癒』エンデルレ書店、1956年 ASIN: B000JAUVJQ
- 志村辰弥『ルルドの出来事』サンパウロ、1958年 ISBN 978-4805693025
- ミシェル・ド・サン＝ピエール『ベルナデットとルルド』中央出版社、1958年 ISBN ASIN: B000JATH46
- 中木康夫『フランス政治史』上、未來社、1975年 ISBN 978-4624300203
- 坂牧俊子『ベルナデッタ – マリアさまを見た少女』女子パウロ会、1982年 ISBN 4-7896-0129-3
- 田中澄江『奇跡の聖地ルルド』講談社、1984年 ISBN 978-4062014168
- アンドレ・ラヴィエ『ベルナデッタとロザリオ』ドン・ボスコ社、1984 ISBN 978-4886264671
- フランシスク・マルナス『日本キリスト教復活史』みすず書房、1985年 ISBN 978-4622012580
- 榊原晃三『奇蹟・ルルドの泉 – 聖母マリアに出会った少女』小学館、1985年 ISBN 978-4092940192
- アレクシス・カレル『ルルドへの旅』春秋社、1998年 ISBN 978-4393216149
- 工藤進『ガスコーニュ語への旅』大学書林、1988年 ISBN 978-4475015820
- パトリック・マーンハム『ルルド – ジャーナリストが見た現代の聖地』東京教文館、1991年 ISBN 978-4531080496
- 関一敏『聖母の出現 – 近代フォーク・カトリシズム考』日本エディタースクール出版部、1993年 ISBN 4-88888-200-2
- ヤニック・リーパ『女性と狂気 – 19世紀フランスの逸脱者たち』平凡社、1993年 ISBN 978-4582473278
- アンドレ・ラヴィエ『聖ベルナデット』エンデルレ書店、1994年 ISBN 978-4754401726
- ゲオルク・ジークムント、中村友太郎『ルルドにはまだ奇跡があるのか – 奇跡の意義と現実』エンデルレ書店、1994年 ISBN 978-4754400644
- 稲垣良典『ルルドへの旅』エンデルレ書店、1994年 ISBN 978-4754400637
- 竹下節子『奇跡の泉ルルドへ』NTT出版、1996年 ISBN 978-4871886116
- 工藤進『南仏と南仏語の話』大学書林、1995年 ISBN 978-4475015707
- 田辺保『フランス巡礼の旅』朝日出版社、2000年 ISBN 978-4022597595
- ロメオ・マジョーニ『ルルド – 巡礼者のしおり』サンパウロ、2001年 ISBN 978-4805693056
- パウロ・グリン『癒された人々 – 聖母と祈り』カトリック登美が丘教会、2001年
- ヌヴェール愛徳修道会監修『ルルド／ヌヴェール巡礼の旅 -- ベルナデッタをたずねて』聖母教育文化センター、2002年 ISBN 4-9900712-2-0
- 鹿島茂『怪帝ナポレオン – 第二帝政全史』講談社、2004年 ISBN 978-4062125901
- ルネ・ローランタン『ベルナデッタ』ドン・ボスコ社、2004年 ISBN 978-4886261120
- パトリック・テリエ『奇跡認定医が語る癒やしと奇跡』サンパウロ、2005年 ISBN 978-4805693063
- 菅井日人・菅井明子『ルルド 写真集』サンパウロ、2006年 ISBN 978-4805679043
- 立石圭子『ルルドの小さな軌跡 – 道を求めてフランス巡礼地へ』新風舎、2006年 ISBN 978-4797481761
- 寺戸淳子『ルルド傷病者巡礼の世界』知泉書館、2006年 ISBN 978-4901654678 [脚注 36]
- 森谷峰雄訳『ベルナデッタの言葉のいくつか』シオン出版社、2008年 ISBN 978-4434122828
- エリザベート・クラヴリ『ルルドの奇跡』創元社、2010年 ISBN 978-4422212067
- 山中弘『宗教とツーリズム – 聖なるものの変容と持続』世界思想社、2012年 ISBN 978-4790715658

#### 欧文
- Henri Lasserre, Notre-Dame de Lourdes, Paris, Palmé, 1869.[脚注 37]
- Augustin Fourcade, L'apparition à la grotte de Lourdes en 1858, Institut des Sœurs de la Charité et de l’Instruction chrétienne de Nevers, 1872.
- Pierre Romain Dozous, La Grotte de Lourdes, sa fontaine, ses guérisions, Paris, 1874.
- Edmond Marbot, Nos Évêques. Vie de Mgr Forcade, archevêque d’Aix, Arles et Embrun, Aix en Prevence, A. Makaire, 1889.
- Jean-Baptiste Estrade, Les Apparitions de Notre-Dame de Lourdes. Souvenirs intimes d’un témoin, Mame, 1889.
- Henri Lasserre, Bernadette, sœur Marie-Bernard, Paris, Sanard et Derangeon, 1893.
- Franscisque Marnas, La religion de Jésus ressuscitée au Japon dans la seconde moitié du XIX e siècle, Paris, Delhomme et Briguet, 1896.
- Henri Lasserre, Bernadette et Mgr Peyramale, Ed. Œuvre de Saint-Charles Borromée, 1901.
- Pierre Marie Compagnon, Le Culte de Notre-Dame de Lourdes dans la Société des Missions-étrangères, Paris, P. Téqui, 1910.
- Georges Bertin, Histoire critique des évènements de Lourdes, Bruxelles, Ausone, 1913.[脚注 38]
- Marie-Thérèse Bordenave, Sainte Bernadette：La confidente de l’Immaculée, Nevers, Couvent Saint-Gildard, 1921；Nouv. éd., 1982.
- Pierre-Remy Sempé et Jean-Marie Duboé, Notre-Dame de Lourdes, Paris, Letouzey et Ané, 1931.
- Louis-Hyachinte Petitot, Sainte Bernadette, sa vie intérieure et religieuse, Paris, Perrin, 1940.
- Alexis Carrel, Voyage à Lourdes suivi de Fragments de Journal et de Méditations, Paris, Plon, 1949.
- Henry Martin Gillet, Famous shrines of Our Lady, Westminster, Maryland, Newman Press, 1952.
- Michel de Saint-Pierre, Bernadette et Lourdes, La Table Ronde, 1953.
- Marcelle Auclair, Bernadette, Paris, Ed. Bloud et Gay, 1958.
- André Ravier, Bernadette et son chaplet, Nevers, Couvent Saint-Gildard, 1958.
- René Laurentin, Histoire authentique des apparitions, Paris, Lethielleux, vol6, 1961-1965.
- René Laurentin, Bernadette vous parle, Paris, Lethielleux, 1972.
- Pierre Mieyaa, A l'Écoute de Saint Michel Garicoïts, Paris, Beauchesne, 1976.
- René Laurentin, Vie de Bernadette, Paris, Desclée de Brouwer, 1979.
- André Ravier, Bernadette Soubirous, Illustrations de Helmuth Nils Loose, Freiburg in Bresgau, Verlag Herder et Paris, Le Centurion, 1979.
- Patrick Marnham, Lourdes, London, William Heinemann, 1980.
- Jean Oyenhart, La Voyante de Lourdes, Sainte Bernadette Soubirous, chez le Voyant de Bétharram, Saint Michel Garicoïts, Bagnères-de Bignorre, Editions Pyrénéennes, 1988.
- André Ravier, Les Écrits de Sainte Bernadette et sa vie spirituelle , Paris, P.Lethielleux, 1993.
- Anne Bernet, Bernadette Soubirous, Paris, Perrin, 1994.
- Jean-Paul Lefebvre-Fillea, L’Affaire Bernadette Soubirous, l’enquête judiciaire de 1858, Paris, Ed. du Cerf, 1997.
- Patrick Thellier, De la Guérison Aumiracle et du Miracle à la Guérison. Retraites Actifs, Ed. Emmanuel, 2000.
- Ruth Harris, Lourdes : la grande histoire des apparitions, des pèlerinages et des guérisons, Paris, Lattès, 2001.
- Jean-Pierre Harris, Sainte Bernadette. L’âme sœur , Paris, L’Harmattan, 2006.
- Gilles van Grasdorff, La belle histoire des Missinos étrangères 1658-2008, Paris, Perrin, 2007.
- Gilles van Grasdorff, À la découverte de l'Asie avec les Missions étrangères, Paris, Omnibus, 2008.
- René Laurentin, Bernadette vous parle, Paris, Lethielleux, 2008.
- Patrick Sbalchiero, Aparitions à Lourdes, Bernadette Soubirous et les miracles de la Grotte, Paris, Presses du Châtelet, 2008.
- Anne Bernet, Bernadette Soubirous. La guerrière désarmée, Paris, Perrin, 2008.
- Élisabeth Claverie, Le monde de Lourdes, Paris, Gallimard, 2008.
- Alina Reys, La jeune fille et la Vierge, Paris, Bayard, 2008.
- René Laurentin, Lourdes, récit authenthique des apparitions, Paris, Lethielleux, 2009.
- Philippe MacLeod, D'eau et de lumière, Ad Solem, 2010.
- Régis-Marie de la Teyssonnière, Lourdes：la spiritualité de Bernadette, Perpignan, Ed. Artège, 2013.
- Jean-Pierre Lemaire, Bernadette Soubirous, la plus secrèrte des Saintes, Lausanne, Suisse, L'Age d'Homme, 2013.

### 論文・記事

#### 和文
- 片山敏彦「ヴェルフェル -- 『ベルナデットの歌』の作者」（『世紀』第10巻、1950年）, NCID BN09352556,

NDLJP:1707586.
- 関一敏「19 世紀フランス聖母出現考 : ルルドとポンマン」『民族學研究』第48巻第3号、日本文化人類学会、1983年、251-274頁、doi:10.14890/minkennewseries.48.3_251、ISSN 00215023。
- 関一敏「Rene LaurentinVisage de Bernadette/ （邦題抄訳）「ルネ・ローランタン『ベルナデットの相貌』書評」」『東京大学宗教学年報』第1巻、東京大学文学部宗教学研究室、1984年2月、71-73頁、doi:10.15083/00030736、ISSN 02896400。
- 関一敏「宗教人類学からみた子ども(3) : 洞窟の話」『幼児の教育』第84巻第1号、日本幼稚園協会、1985年1月、16-24頁、NAID 120001932922。
- 高津芳則「フランス国民教育制度成立期における教育義務と中立制 : 学務委員会事件を中心に(<特集>教育人権と義務教育制度)」『東京大学教育学部教育行政学研究室紀要』第7巻、東京大学教育学部教育行政学研究室、1988年3月、57-68頁、doi:10.15083/00030199、hdl:2261/1053、ISSN 02880253。
- 小倉孝誠「聖母マリアを見た少女」、『19世紀フランス 愛・恐怖・群衆』人文書院、1997年、pp.189-221.
- 寺戸淳子「「患者」からの自由 : 医師の活動から見たルルド巡礼」『東京大学宗教学年報』第14巻、東京大学文学部宗教学研究室、1997年3月、13-26頁、doi:10.15083/00030609、hdl:2261/26089、ISSN 02896400。
- 岩渕邦子「「マリアの時代」のユイスマンス」『愛知教育大学研究報告. 人文・社会科学編』第54巻、愛知教育大学、2005年3月、53-61頁、hdl:10424/537、ISSN 1341-4615、NAID 120001030615。
- 大津ゆり「キリスト教に於けるホスピタリティ精神」『埼玉女子短期大学研究紀要』第16巻、埼玉女子短期大学、2005年3月、149-168頁、ISSN 09157484、NAID 110004030959。
- 寺戸淳子「正義と配慮 : 近代フランス・カトリック世界における倫理的活動の展開(<特集>宗教と倫理)」『宗教研究』第83巻第2号、日本宗教学会、2009年、551-575頁、doi:10.20716/rsjars.83.2_551、ISSN 03873293、NAID 110007357853。
- ギャスケル, アイヴァン「複製技術時代以降のキリスト教の奇跡像を求めて」『死生学研究』第12巻、東京大学大学院人文社会系研究科、2009年10月、212(65)-229(48)、ISSN 1882-6024。

#### 欧文
- J. M. J. Bouillat, “Mgr Peyramale, curé de Lourdes（1811-1877）” in Les Contemporains, 28 septembre 1902.
- John Dowling, “Lourdes cures and their medical assessment” in Journal of Royal Society of Medicine, vol. 77, August 1984.
- Rolande Bonnain, “Le mariage dans les Pyrénées centrales 1769-1836” in Les Baronnies des Pyrénées：anthropologie et histoire, permanences et changements, tome II, Paris, Éditions de l'École des Hautes Études en Sciences sociales, 1986, pp.123-156.
- Festraëts Marion, “Miracles, mode d’emploi” in L’Express, 20 avril 2000.
- Laetitia Ogorzelec, “De la foule à la procession. La mise en place d’une stratégie de contrôle social à Lourdes” in Ethnographiques, no 21, 2010.

## 文学作品
- Émile Zola, Lourdes, 1894 ; collection 《folio》, Paris, Gallimard, 1995.
- Joris-Karl Huysmans, Les foules de Lourdes, Paris, Stock, 1906

〔田辺保訳『ルルドの群衆』国書刊行会、1994年〕
- François Mauriac, Pèlerins de Lourdes, Paris, Plon, 1933.
- Franz Werfel, Das Lied von Bernadette, Stockholm, Bermann Fischer Verlag, 1941.

〔戸田敬一訳『ベルナデットの歌』（『世紀』第1巻、4号・5号、1949年〕
〔片山敏彦、田内静三訳『ベルナデットの歌』エンデルレ書店、1950年〕
- Franz Werfel, The Song of Bernadette, translated by Ludwig Lewisohn, 1942, Viking Penguin ; Ignatius Press, 2006.
- 巌谷国士『フランスの不思議な町』筑摩書房、1998年 ISBN 978-4480814197
- 高橋たか子『巡礼地に立つ – フランスにて』女子パウロ会、2004年 ISBN 978-4789605908

## 映画
- ヘンリー・キング監督『聖処女』（The Song of Bernadette, 1943；アカデミー賞受賞）（英語）

〔日本語版 DVD : 20世紀 フォックス ホーム エンターテイメント、2005年〕
- ジェシカ・ハウスナー監督『ルルドの泉で』（Lourdes, 2009；ヴェネチア国際映画祭5部門、ワルシャワ映画祭受賞）（フランス語）

〔日本語版 DVD：角川書店、2012年〕
- Jean Delannoy, La Passion de Bernadette, Céa Films, 2004. （フランス語）
- Jean Sagols, Je m’appelle Bernadette, Massane Production, 2010. （フランス語）

## 演劇
- 伊東恵里主演『ルルドの奇跡]』（2012年12月公演）

〔日本語版DVD：『ルルドの奇跡』ミュージカル座、2008年〕